# Castleconnell
Castleconnell (irisch Caisleán Uí Chonaill, auch: Caisleán Uí Chonaing, deutsch Burg der O’Connells) ist ein Dorf mit 2488 Einwohnern (Stand 2022) im irischen County Limerick in der Provinz Munster. Zur Siedlung gehört auch der Ortsteil Chapel Hill.

## Lage
Castleconnell liegt am Ufer des Shannon und etwa 14 Kilometer nordöstlich vom Stadtzentrum von Limerick an der M7 im Osten der Siedlung. Der Bahnhof von Castleconnell liegt an der Bahnstrecke Limerick–Ballybrophy. Eine Fußgängerbrücke führt über den Shannon. 

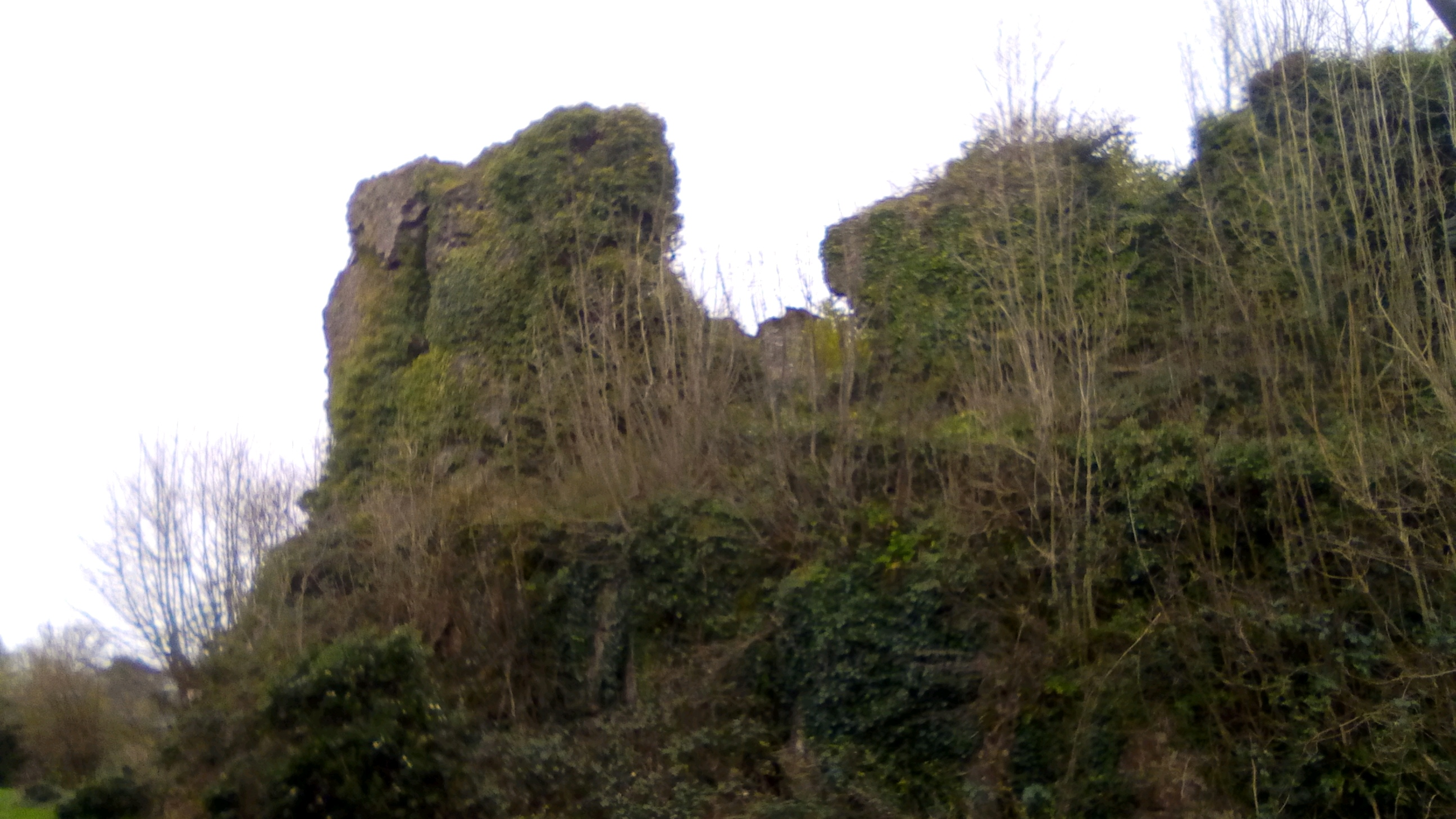
Castle Connell

## Geschichte

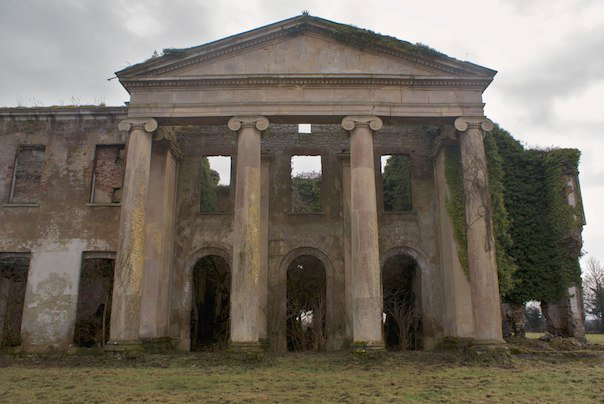
Ruine von Mountshannon House

Nahe der Ortschaft liegen die Ruinen des alten Castle Connell, das im Krieg der zwei Könige zerstört wurde. 
Elisabeth I. schuf 1580 in der Peerage of Ireland den Titel des Baron Bourke of Castleconnell. 
Mitte des 18. Jahrhunderts wurde das neopalladianische Mountshannon House errichtet und kurz danach von John FitzGibbon erworben. Die Familie widersetzte sich auch in späteren Zeiten noch der Emanzipation der Katholiken. Während des irischen Unabhängigkeitskriegs wurde das Gebäude 1920 in Brand gesetzt und zerstört. Im Wesentlichen blieb nur die Fassade erhalten. 
Der 1790 errichtete Konvent ist heute Castleoaks House Hotel. 

## Sehenswürdigkeiten
- Ruine von Castle Connell
- Ruine von Mountshannon House
- anglikanische Allerheiligenkirche aus den 1840er Jahren
- katholische Josephskirche aus den 1860er Jahren

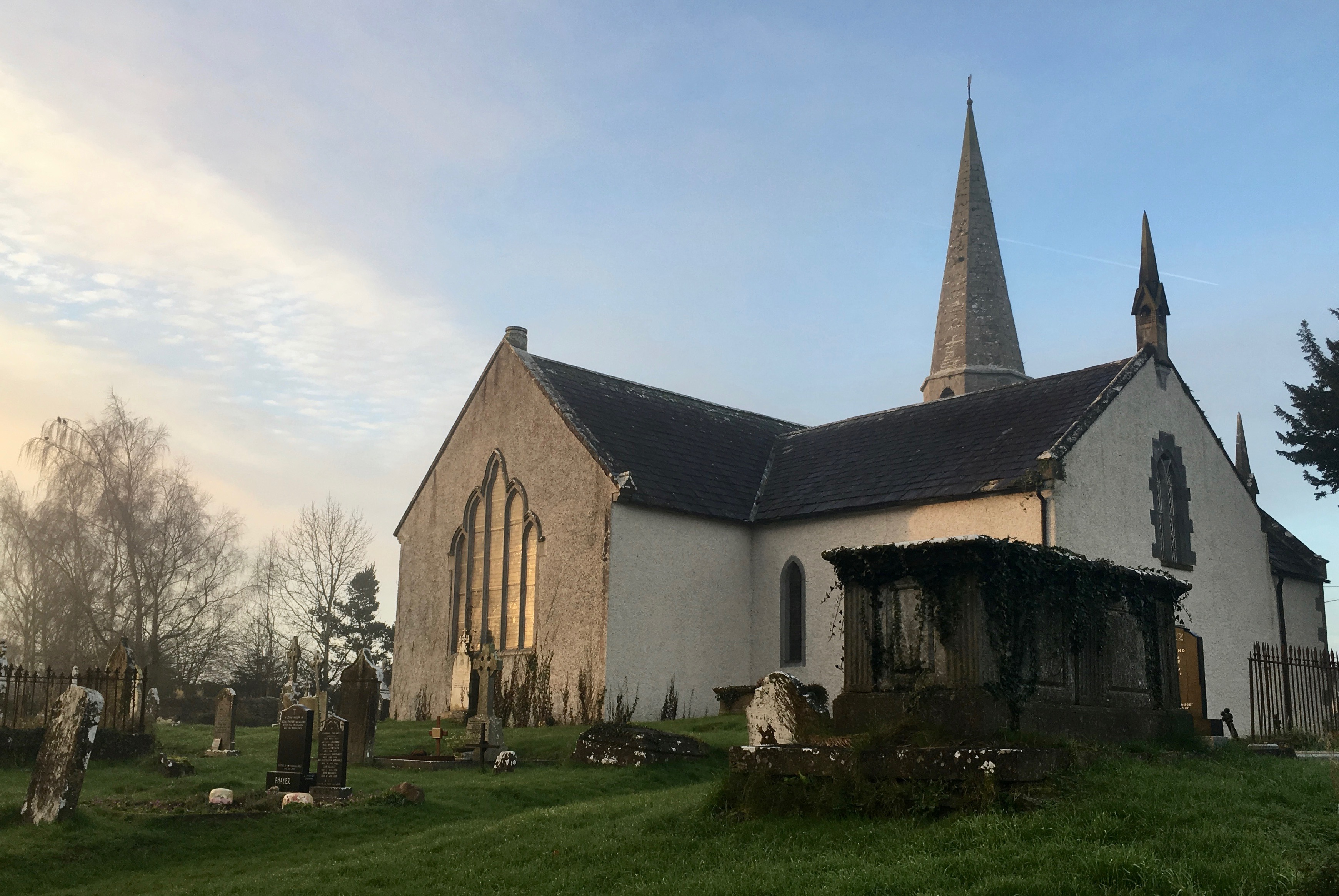
Allerheiligenkirche
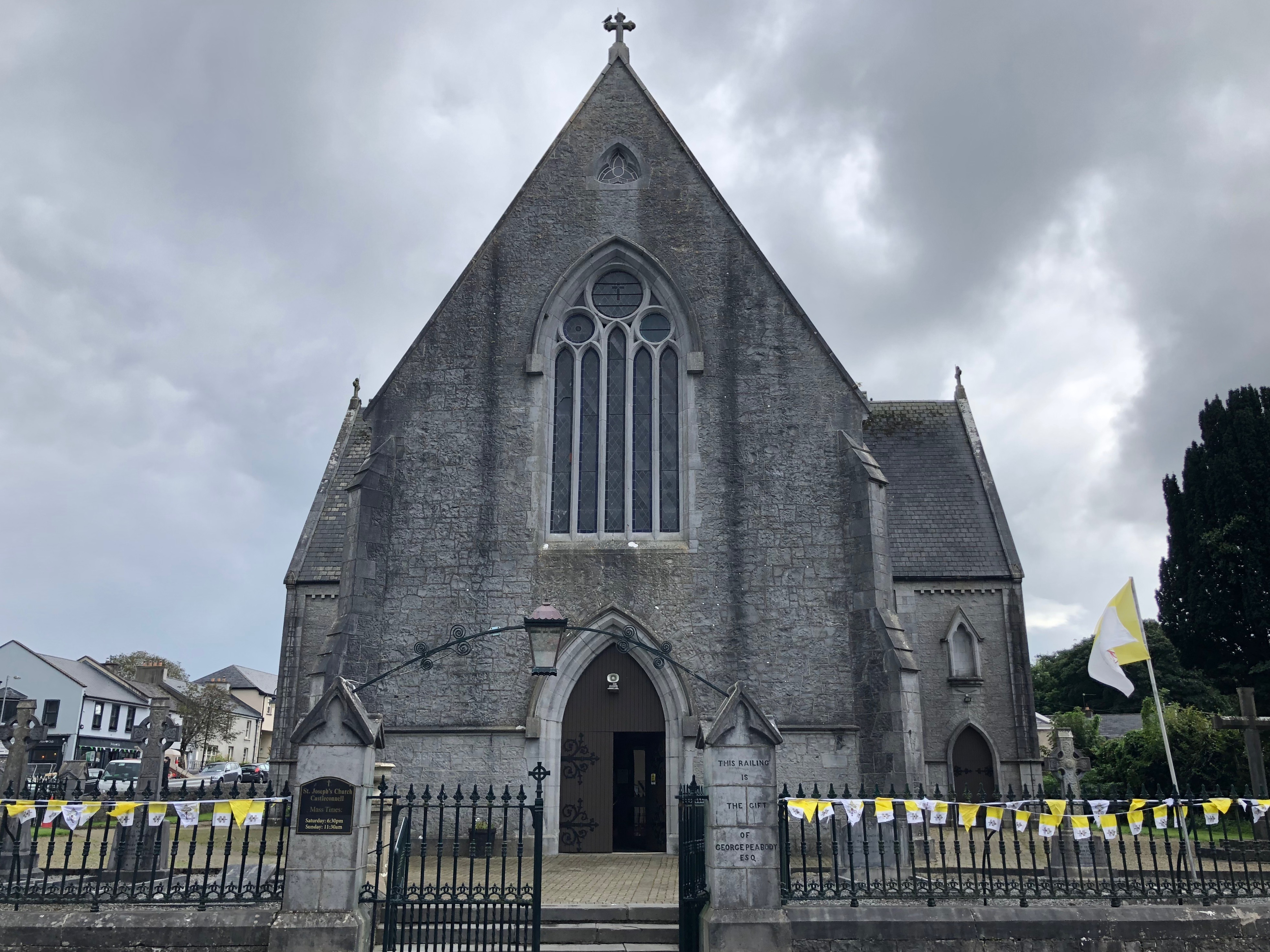
Josephskirche

## Persönlichkeiten
- Bulmer Hobson (1883–1969), irischer Republikaner
- Michael Herbert (1925–2006), Politiker der Fianna Fáil, Mitglied des Europäischen Parlaments
- John Gilhooly (* 1973), Kunstmanager